# Snapdragon Stadium
Het Snapdragon Stadium is een multifunctioneel stadion in San Diego, een stad in Californië, in het westen van de Verenigde Staten. In de beginfase, tijdens de bouw, werd dit stadion ook wel het Aztec Stadium genoemd. Nadat halfgeleiderproducent Qualcomm sponsor was geworden, werd het stadion vernoemd werd naar Snapdragon, een handelsmerk van Qualcomm. Het stadion is onderdeel van de universiteit van die stad; het ligt op de campus van de San Diego State University.
Het stadion werd gebouwd in de buurt van het gesloopte SDCCU Stadium. Er vertrokken een aantal grote profclubs uit dat stadion en dus werd er getwijfeld over het behouden van deze relatief grote speellocatie. Het gebied werd verkocht aan de universiteit, die een nieuw, kleiner stadion wilde laten bouwen. De bouw van dit stadion begon in augustus 2020 en duurde twee jaar. In het stadion, dat werd geopend in augustus 2022, kunnen 35.000 toeschouwers. De eerste wedstrijd was op 3 september, een Americanfootballwedstrijd waarin de Arizona Wildcats tegen de Pac-12 Conference speelden.
De Americanfootballclub van de universiteit, de San Diego State Aztecs football, speelt hier zijn thuiswedstrijden. In dit stadion speelt ook de San Diego Wave FC, een vrouwenvoetbalelftal, en San Diego Legion, een rugbyclub. In 2023 werd onder andere hier het wereldkampioenschap lacrosse gehouden.